# Maggi Kvestadová
Maggi Elisabeth Kvestadová (10. února 1921 – 24. listopadu 2004) byla norská rychlobruslařka.
Na norském šampionátu v roce 1946 se umístila na třetím místě, o rok později byla čtvrtá. Největšího úspěchu dosáhla na Mistrovství světa 1947, kde získala bronzovou medaili. Roku 1948 skončila na Mistrovství Norska na páté příčce. Poslední závody absolvovala v roce 1949. Tehdy vybojovala další medaili z národního šampionátu, kde si dobruslila pro stříbro. Téhož roku byla na Mistrovství světa čtrnáctá.